# Антонелли, Джонни
Джон Огаст Антонелли (англ. John August Antonelli, 12 апреля 1930, Рочестер, Нью-Йорк — 28 февраля 2020, там же) — американский бейсболист, питчер. Выступал в Главной лиге бейсбола с 1948 по 1961 год. Победитель Мировой серии 1954 года в составе «Нью-Йорк Джайентс». Шесть раз принимал участие в Матче всех звёзд лиги.

## Биография

### Ранние годы
Джон Антонелли родился 12 апреля 1930 года в Рочестере. Его отец Августино эмигрировал в США из Италии в 1913 году, был рабочим на железной дороге. Он сыграл важную роль в спортивной карьере сына. Во время учёбы в школе имени Томаса Джефферсона Джонни играл в бейсбол, баскетбол и американский футбол, им интересовались скауты команд Главной лиги бейсбола. Сначала Антонелли играл на первой базе, но затем школьный тренер Чарли О’Брайен перевёл его на место питчера, хотя сам Джонни был против. Позже Августино запретил сыну играть в футбол, опасаясь что тот может травмировать руку и поставить под угрозу своё будущее в бейсболе. В 1948 году, когда Джонни окончил школу, Августино арендовал «Сильвер-стэдиум» в Рочестере, чтобы организовать сыну просмотр. На мероприятие приехали скауты девяти из шестнадцати команд лиги, а на трибунах собралось около 7 000 зрителей. Антонелли смог произвести впечатление и 29 июня 1948 года он стал игроком «Бостон Брэйвз». Президент клуба Лу Перини заплатил ему 50 тысяч долларов, рекордный на тот момент бонус за подписание контракта. Годовая зарплата Джонни составила 5,5 тысяч долларов.

### Бостон Брэйвз
Значительная сумма, выплаченная новичку, вызвала недовольство лидеров команды. Один из лучших питчеров «Брэйвз» Джонни Сейн, до этого два года подряд одерживавший по двадцать побед, пригрозил уйти. Он передумал только когда Перини предложил ему более выгодные условия. Следом и другие игроки начали использовать ситуацию, чтобы поднять себе зарплату. При этом по действовавшим тогда правилам, получивший бонус такого размера игрок должен был в течение двух лет находиться в основном составе клуба. В результате Антонелли несколько месяцев провёл в запасе, не имея опыта и находясь под значительным давлением со стороны прессы, болельщиков и бейсболистов других клубов. К Джонни на длительное время приклеилось прозвище «Бонусный малыш» (англ. Bonus Baby). В 1948 году он провёл на поле всего четыре иннинга, но много времени уделял тренировкам. «Бостон» выиграл регулярный чемпионат Национальной лиги и вышел в Мировую серию. Джонни не был включён в состав команды на финал, вместо него там числился игрок первой базы Рэй Сандерс, который не мог играть по состоянию здоровья. После окончания Мировой серии Антонелли не получил премиальных, хотя даже мальчикам, носившим биты, выплатили по 380 долларов. Сам Джонни в течение всей серии участвовал в тренировках и был недоволен таким отношением. Скандал был улажен только после вмешательства комиссара Главной лиги бейсбола Хэппи Чендлера, игроку заплатили 571 доллар.

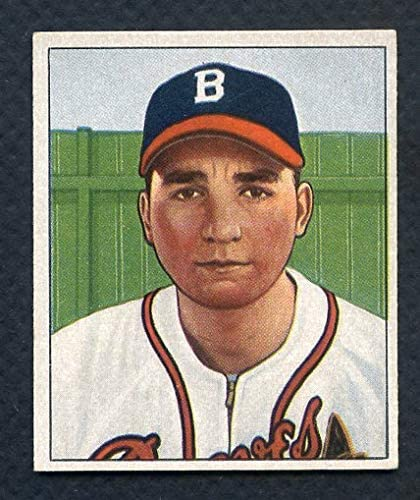
Бейсбольная карточка Антонелли, 1950 год.

Зимой 1948 года Антонелли поступил в университет Боулинг-Грин, где учился его брат Энтони. Он не имел права выступать в студенческих соревнованиях и свободное время уделял пению. В сезоне 1949 года тренеры «Брэйвз» задействовали Джонни чаще, он провёл на поле 96 иннингов с показателем пропускаемости 3,56. Годом позже его игровое время сократилось до 58 иннингов, а пропускаемость выросла до 5,93. В стартовом состав Антонелли сыграл всего в шести матчах, деля роль четвёртого питчера ротации с другими игроками. В марте 1951 года его призвали на военную службу. Два года он провёл на базе Форт-Майер в Виргинии, играя в бейсбол за армейскую команду. Они заменили ему игру в младших лигах, где Джонни никогда не был.
Антонелли демобилизовался весной 1953 года. «Брэйвз» к тому моменту переехали из Бостона в Милуоки. После возвращения в команду генеральный менеджер клуба Джон Куинн поднял его зарплату до 9 тысяч долларов. В первой половине сезона Джонни одержал восемь побед при четырёх поражениях, но затем заболел пневмонией, а после возвращения не смог набрать лучшую форму. При этом его показатель пропускаемости 3,18 вошёл в пятёрку лучших в лиге. Тем не менее, в клубе посчитали, что три питчера-левши это много. В результате 1 февраля 1954 года «Брэйвз» обменяли Антонелли в «Нью-Йорк Джайентс».

### Джайентс
Сезон 1954 года стал лучшим в карьере Антонелли. Он начал чемпионат с пяти побед при двух поражениях. Перед перерывом на Матч всех звёзд он одержал восемь побед подряд и впервые попал в число его участников. Девятого июня Джонни провёл полную игру против своей бывшей команды, закончившуюся победой «Джайентс» со счётом 4:0. К октябрю он прочно закрепился в статусе первого питчера нью-йоркцев. Всего в регулярном чемпионате он одержал 21 победу при 7 поражениях и стал лучшим в лиге по количеству «сухих» побед и пропускаемости. Во многом благодаря его игре команда выиграла регулярный чемпионат и получила право сыграть в Мировой серии против «Кливленда».
Джонни вышел в стартовом составе на второй матч серии, пропустил хоум-ран в первом иннинге, но далее действовал безошибочно и одержал победу. В четвёртой игре он вышел на замену в восьмом иннинге, сделал три страйкаута и два попаута, сделав сейв и принеся «Джайентс» победу в Мировой серии. Когда в межсезонье Антонелли вернулся в Рочестер, в его честь был проведён парад. Журнал Sporting News признал его Питчером года, а местная ассоциация бизнесменов подарила ему автомобиль. Зимой Джонни открыл свой бизнес по продаже автомобильных шин. Он успешно управлял им в течение следующих сорока лет.
Перед стартом сезона 1955 года Антонелли повысили зарплату, теперь он получал 28 тысяч в год. Чемпионат же для команды сложился не лучшим образом. «Джайентс» заняли второе место, значительно отстав от «Бруклин Доджерс». Джонни выиграл 14 матчей при 16 поражениях. В 1956 году он улучшил свою игру и второй раз в карьере был приглашён на Матч всех звёзд, а команда опустилась на седьмую строчку в таблице.
Сезон 1957 года стал для «Джайентс» последним в Нью-Йорке, команда переехала в Сан-Франциско. В том году Антонелли не входил в число лучших питчеров лиги, одержав двенадцать побед при восемнадцати поражениях, но всё равно попав в число участников Матча всех звёзд. В 1958 году его статистика была лучше, хотя он пропустил 31 хоум-ран, худший результат в карьере. В 1959 году Джонни выиграл девятнадцать мачтей, в шестой раз сыграв на Матче всех звёзд. После этого его карьера резко пошла на спад. Антонелли начал конфликтовать с руководством клуба, болельщики были недовольны его игрой в регулярном чемпионате 1960 года. По ходу сезона он был выведен из стартовой ротации команды, а новый тренер Том Шихан заявил, что намерен обменять скандального игрока. Вскоре после окончания сезона Джонни был отправлен в «Кливленд».

### Завершение карьеры
В «Кливленде» от Антонелли ждали многого, но на старте сезона 1961 года он проиграл четыре матча и вскоре был отправлен в «Милуоки Брэйвз». Там он сыграл девять матчей, одержав лишь одну победу. В октябре Джонни был обменян в «Нью-Йорк Метс», которые готовились к своему дебютному сезону в лиге. Он не захотел играть за команду и объявил о завершении карьеры. Позднее в интервью Антонелли говорил, что закончил играть в бейсбол не из-за проблем со здоровьем или усталости, а только от того, что устал от постоянных разъездов.

### После бейсбола
После окончания карьеры Джонни сосредоточился на управлении бизнесом. Некоторое время он входил в состав совета директоров клуба младшей лиги «Рочестер Ред Уингз». Вместе с женой Розмари, умершей в 2002 году, они воспитали трёх дочерей и сына. В 2006 году он женился второй раз.
Джонни Антонелли скончался в возрасте 89 лет 28 февраля 2020 года.